# Bunuri mobile din domeniul arheologie clasate în patrimoniul cultural național al României aflate în județul Mehedinți
Acestă listă conține bunurile mobile din domeniul arheologie clasate în Patrimoniul cultural național al României aflate la momentul clasării în județul Mehedinți.

## Tezaur
| Foto | Informații generale                | Detalii tehnice | Descriere | Deținător                                               | Legături |
| ---- | ---------------------------------- | --- | --- | ------------------------------------------------------- | -------- |
|      | Vas medieval cu inscripție         | Datare: sec. XIV - sec. XV Descoperit: jud. MEHEDINȚI, com. JIANA, JIANA Material: argint; ciocănire „au repousse"; lipire                                                                      | Vas din argint aurit, de forma unui castronaș cu fundul ușor profilat, corpul într-o curbură amplă, buza în tăietură dreaptă. Este prevăzut cu mâner hexagonal cu laturile inegale, ornamentat cu galoane simple. Pe spate este incizată o inscripție în slavonă. Decorul vasului este mărginit de un brâu de alveole la partea superioară și unul din mici psedogranule care delimitează profilul fundului. Un triunghi împarte decorul în trei segmente egale și identice reprezentând, în același câmp de pseudogranule, motivul vrejului cu palmetă, stilizat.                                                                                       | Muzeul Regiunii Porților de Fier, Drobeta Turnu-Severin | Cimec    |
|      | Vas medieval                       | Datare: sec. XIV - sec. XV Descoperit: jud. MEHEDINȚI, com. JIANA, JIANA Material: argint; ciocănire „au repousse"                                                                              | Vas din argint, de forma unui castronaș cu fundul ușor profilat, corpul într-o curbură amplă. Are buza festonată larg, delimitând alveolele care încadrează ornamentul pereților. Lucrat în tehnica au repousse, decorul, proiectat într-un câmp de psedo-granule, reprezintă motivul vrejului stilizat segmentat, a cărui succesiune ordonată în prezentare este întreruptă de un nou element de decor - pomul vieții. Pe fundul vasului, în interior, se află un medalion aplicat, reprezentând, într-un decor vegetal stilizat două animale fantastice suprapuse, un dragon și un leu, afrontate. Scena este înconjurată de un brâu de pseudogranule. | Muzeul Regiunii Porților de Fier, Drobeta Turnu-Severin | Cimec    |
|      | Brățară împletită deschisă         | Datare: sec. XIV - sec. XV Descoperit: jud. MEHEDINȚI, com. JIANA, JIANA Material: argint; batere la rece; filigranare; lipire; torsionare                                                      | Brățară cu capete deschise, cu corp masiv format din trei fire groase de sârmă răsucită pe care s-au înfășurat alte trei mai subțiri, torsionate strâns. Capetele firelor sunt sudate la două plăcuțe triunghiulare cu unghiurile ușor rotunjite, ornamentate cu granule și fir torsionat. Ornamentul este realizat din granule de trei dimensiuni și filigran, organizat în două registre printr-un fir torsionat, median. | Muzeul Regiunii Porților de Fier, Drobeta Turnu-Severin | Cimec    |
|      | Brățară cu închidere prin îmbucare | Datare: sec. XIV - sec. XV Descoperit: jud. MEHEDINȚI, com. JIANA, JIANA Material: argint; batere; filigranare; lipire                                                                          | Brățară cu corp flexibil alcătuit din șiruri longitudinale de verigi prinse în axe transversale, în joc de șah. Pe partea ventrală sunt sudate granule. La unul din capete prezintă o terminație triunghiulară, aplatizată, ornamentată cu granule și filigran, prevăzută în vârf cu o mică balama. Are, de asemenea, un manșon cilindric ornamentat cu fir torsionat, de acesta fiind probabil prins sistemul de închidere. Tot ca ornament apar două mărgele din fire spiralate înnodate în nod dublu. | Muzeul Regiunii Porților de Fier, Drobeta Turnu-Severin | Cimec    |
|      | Brățară cu închidere prin îmbucare | Datare: sec. XIV - sec. XV Descoperit: jud. MEHEDINȚI, com. JIANA, JIANA Material: argint; batere; filigranare; lipire                                                                          | Brățară cu corp flexibil alcătuit din șiruri longitudinale de verigi prinse în axe transversale, în joc de șah. Pe partea ventrală sunt sudate granule. La unul din capete prezintă o terminație triunghiulară, aplatizată, ornamentată cu granule. La mijloc are o montură cu chaton înalt cu chihlimbar. | Muzeul Regiunii Porților de Fier, Drobeta Turnu-Severin | Cimec    |
|      | Cercel cu verigă și sferă          | Datare: sec. XIV - sec. XV Descoperit: jud. MEHEDINȚI, com. JIANA, JIANA Material: argint; batere; filigranare; lipire; torsionare                                                              | Cercel cu bucla în două fire răsucite în torsadă peste care s-a înfășurat un altul, mai subțire, dublu torsionat. Cuprinde două mărgele egale ca mărime, ovoidale. Ornamentul mărgelelor este organizat în șase piramide de granule, dispuse simetric, înconjurate de cercuri concentrice din fire torsionate. Între acestea sunt ornamente din mici tuburi de fir torsionat și granule. Pentru fixarea mărgelelor s-au folosit înfășurări de sârmă torsadată. Urmează o plăcuță pe care este sudat un chaton înalt incluzând mărgele de sticlă, ornamentat cu tuburi de sârmă.                                                                          | Muzeul Regiunii Porților de Fier, Drobeta Turnu-Severin | Cimec    |
|      | Figurină zoomorfă cornută          | Datare: sec. XVI - sec. XIII a.Chr. Descoperit: jud. MEHEDINȚI, com. GOGOȘU, OSTROVU MARE, Bivolării Material: lut cu nisip; modelare cu mâna; înțepare; încrustare cu alb; ardere              | Figurina reprezintă un animal stând în două picioare, având corpul alungit. Capul este redat într-o manieră realistă, având ochii indicați prin două proeminențe și prevăzut, inițial, cu două coarne, care nu se mai păstrează. Piesa este goală pe interior unde se află o biluță din lut. Decorul, realizat prin imprimare, constă în linii scurte, spirale, ghirlande și „S-uri” înlănțuite, încrustat cu pastă albă. | Muzeul Regiunii Porților de Fier, Drobeta Turnu-Severin | Cimec    |
|      | Vas etajat tip Gârla Mare          | Datare: sec. XVI - sec. XIII a.Chr. Descoperit: jud. MEHEDINȚI, com. GOGOȘU, OSTROVU MARE, Bivolării Material: lut cu nisip; modelare cu mâna; incizare; imprimare; înțepare; încrustare cu alb | Piesa are suport plat, corpul bitronconic și rotunjit în zona diametrului maxim, gâtul este tronconic iar buza evazată. Patru torți late și scurte sunt plasate în zona diametrului maxim. Pentru decorarea piesei s-au folosit tehnici ca: incizia, încrustația, imprimarea cu ajutorul unor unelte cu vârfuri diferite și împunsături succesive. A fost realizat un decor din: linii, spirale, ghirlande, toate executate prin adâncire în pasta moale a vasului, înainte de ardere. | Muzeul Regiunii Porților de Fier, Drobeta Turnu-Severin | Cimec    |
|      | Statuetă antropomorfă              | Datare: sec. XVI - sec. XV a.Chr. Descoperit: jud. MEHEDINȚI, com. HINOVA, OSTROVU CORBULUI, Vatra satului Material: lut cu nisip; modelare cu mâna; înțepare; încrustare cu alb                | Statueta are o rochie clopot goală în interior, iar în partea superioară a corpului este aplatizată și terminată cu un polos. Talia statuetei este mult mai mică decât rochia. Aceata este decorată cu cercuri, spirale și triunghiuri hașurate încadrate în benzi verticale, realizate în tehnica împunsăturilor succesive. Partea superioară a piesei este decorată cu triunghiuri și arce de cerc care se degradează treptat cu cât urcă mai sus, unde devin aproape drepte. Discul orizontal din partea superioară, polosul, este decorat cu cercuri concentrice.                                                                                    | Muzeul Regiunii Porților de Fier, Drobeta Turnu-Severin | Cimec    |
|      | Fibulă „ochelari”                  | Datare: sec. VII - sec. VI a.Chr. Descoperit: jud. MEHEDINȚI, com. BÂLVĂNEȘTI, BÂLVĂNEȘTI Material: bronz; batere la rece; torsionare; îndoire                                                  | Fibulă făcută dintr-un singur fir de bronz cu secțiune romboidală răsucit sub forma a două spirale. Cele două spirale ale fibulei ochelari se leagă între ele prin torsadare în forma cifrei opt. | Muzeul Regiunii Porților de Fier, Drobeta Turnu-Severin | Cimec    |
|      | Vas bitronconic                    | Datare: Sec. XL a.CH. Descoperit: jud. Gorj, com. Padeș, Cloșani Material: lut amestecat cu nisip; modelat cu mâna, lustruit și ars în cuptor                                                   | Vas de formă bitronconică, gri închis, buză rotunjită, gât înalt, alcătuit din trei compartimente cilindrice, fund drept; nedecorat. | Muzeul Regiunii Porților de Fier, Drobeta Turnu-Severin | Cimec    |
|      | Altar cu picioare                  | Datare: Sec. XL a.CH. Descoperit: jud. Mehedinți, com. Corlățel, Valea Anilor, La Glămie Material: lut amestecat cu nisip; modelat cu mâna                                                      | Altar patrulater de culoare maro deschis, prevăzut cu patru picioare. | Muzeul Regiunii Porților de Fier, Drobeta Turnu-Severin | Cimec    |
|      | Vas bitronconic                    | Datare: Sec. XL-XXX a.Ch. Descoperit: jud. Mehedinți, com. Hinova, Ostrovu Corbului, Botul Cliuciului Material: lut amestecat cu nisip; modelat, incizat, ars în cuptor și lustruit             | Vas de formă bitronconică, buză rotunjită, gât scurt. Pe umăr prezintă doi butoni perforați vertical; fund drept. Corpul vasului este decorat cu spirale aplatizate, realizate prin incizie. | Muzeul Regiunii Porților de Fier, Drobeta Turnu-Severin | Cimec    |
|      | Vas cu patru gâturi                | Datare: Sec. XL-XXX a.Ch. Descoperit: jud. Mehedinți, com. Hinova, Ostrovu Corbului, Botul Cliuciului Material: lut amestecat cu nisip; modelat, incizat, ars în cuptor                         | Vas de culoare gri închis, formă patrulateră, prevăzut cu patru guri cilindrice, fund drept, prevăzut la mijloc cu o gaură cu diametrul de 5 cm. Nedecorat. | Muzeul Regiunii Porților de Fier, Drobeta Turnu-Severin | Cimec    |
|      | Vas bitronconic                    | Datare: Sec. XL-XXX a.Ch. Descoperit: jud. Mehedinți, com. Hinova, Ostrovu Corbului, Botul Cliuciului Material: lut amestecat cu nisip; modelat cu mâna, ars în cuptor, lustruit                | Vas de formă bitronconică, culoare gri închis, buză rotunjită, gât scund, prevăzut cu două torți perforate orizontal, care pornesc din buză și se prind de gâtul vasului. Corp ușor bombat în zona diametrului maxim, fund plat. Puternic lustruit, nedecorat. | Muzeul Regiunii Porților de Fier, Drobeta Turnu-Severin | Cimec    |
|      | Vas tronconic                      | Datare: Sec. XL-XXX a.Ch. Descoperit: jud. Mehedinți, com. Hinova, Ostrovu Corbului, Botul Cliuciului Material: lut amestecat cu nisip; modelat cu mâna, decorat cu incizii, ars în cuptor      | Vas de formă tronconică de culoare gri închis, buza rotunjită, prevăzut cu două torți scurte și late, amplasate imediat sub buză, fund plat. Decorat pe corp cu benzi meandrice incizate, spațiul dintre benzi fiind hașurat. | Muzeul Regiunii Porților de Fier, Drobeta Turnu-Severin | Cimec    |
|      | Vas semisferic                     | Datare: Sec. XL-XXX a.Ch. Descoperit: jud. Mehedinți, com. Devesel, Bistrețu, La Punți Material: lut amestecat cu nisip; modelat cu mâna, incizat, imprimat și ars în cuptor                    | Vas de formă semisferică, culoare maro, buză ușor rotunjită; prevăzut cu două torți scurte și late, semicirculare. Decorat cu triunghiuri simple dispuse cu vârful în jos, realizate din puncte prin impresiune care alternează cu triunghiuri dispuse cu vârful în sus, imprimate cu linii verticale, imediat sub buză. Pe corp, un decor în registre, compus din triunghiuri cu vârful în jos, imprimate cu linii orizontale și punctate prin impresiune, delimitate de benzi simple, dispuse în cruce și marcate de puncte realizate prin impresiune.                                                                                                 | Muzeul Regiunii Porților de Fier, Drobeta Turnu-Severin | Cimec    |
|      | Vas bitronconic                    | Datare: Sec. XL-XXX a.Ch. Descoperit: jud. Mehedinți, com. Hinova, Ostrovu Corbului, Botu Cliuciului Material: lut amestecat cu nisip; modelat cu mâna, incizat, ars în cuptor                  | Vas de formă bitronconică, culoare gri închis, buză rotunjită, gât înalt, pereții drepți, prevăzut cu două torți scunde, care se prind de gât, imediat sub buză; bombat în zona diametrului maxim, fund plat. Decorat pe toată suprafața cu benzi meandrice incizate, dispuse oblic, spațiul dintre benzi fiind hașurat. | Muzeul Regiunii Porților de Fier, Drobeta Turnu-Severin | Cimec    |
|      | Vas bitronconic                    | Datare: Sec. XL-XXX a.Ch. Descoperit: jud. Mehedinți, com. Hinova, Ostrovu Corbului, Botu Cliuciului Material: lut amestecat cu nisip; modelat cu mâna, impresiune, ars în cuptor, lustruit     | Vas de formă bitronconică de culoare gri închis, buza rotunjită și ușor evazată, gât înalt cu pereții ușor arcuiți în interior; prevăzut cu două torți scunde și perforate orizontal, care pornesc din buză și se prind pe gâtul vasului; corp bombat în zona diametrului maxim, fund plat. Lustruit pe interior și exterior și decorat la baza gâtului cu un șir de mici impresiuni ovale, dispuse circular. | Muzeul Regiunii Porților de Fier, Drobeta Turnu-Severin | Cimec    |
|      | Vas antropomorf                    | Datare: Sec. XL a.Ch. Descoperit: jud. Mehedinți, com. Corlățel, Valea Anilor, La Glămie Material: lut amestecat cu nisip; modelat cu mâna, ars în cuptor, lustruit                             | Vas de fărmă bitronconică, culoare gri închis, buză rotunjită și ușor evazată, gât scund cu pereții drepți, umăr lat prevăzut de o parte și de alta cu două proeminențe semicirculare, realizate prin impresiune dinspre interiorul vasului, care încadrează o toartă scundă, perforată orizontal. În zona diametrului maxim sunt dispuse alte patru proeminențe semicirculare, dintre care două amplasate sub cele două toarte. | Muzeul Regiunii Porților de Fier, Drobeta Turnu-Severin | Cimec    |

## Fond
| Foto | Informații generale                                           | Detalii tehnice | Descriere | Deținător                                               | Legături |
| ---- | ------------------------------------------------------------- | --- | --- | ------------------------------------------------------- | -------- |
|      | Ulcior                                                        | Datare: Sec XL a. Chr. Descoperit: jud. Mehedinți, com. Corlățel, Valea Anilor, La Glămie Material: lut cu amestec de nisip, modelat cu mâna, ars în cuptor                                                             | Vas de formă bitronconică, culoare roșu deschis, buza dreaptă, gât înalt; prevăzut cu o toartă care pornește din buză și se prinde pe umărul vasului. Corpul vasului, bombat în zona diametrului maxim, a suferit o deformare, probabil înainte de ardere; fundul plat, nedecorat. | Muzeul Regiunii Porților de Fier, Drobeta Turnu-Severin | Cimec    |
|      | Vas bitronconic cu spirale canelate, ghirlande și triunghiuri | Datare: Sec XL-XXX a. Chr. Descoperit: jud. Caraș-Severin, com. Băile Herculane, Băile Herculane, Peștera Hoților Material: lut cu amestec de nisip, modelat cu mâna, pictură cu roșu și alb, ars în cuptor și lustruit | Vas de formă bitronconică, culoare gri închis, păstrat fragmentar (jumătate din corp). Pe umăr este prevăzut cu un buton perforat vertical. Corpul vasului a fost prevăzut cu patru proeminențe circulare, canelate în formă spiralică (din care sunt vizibile doar una și jumătate), realizate prin impresiune dinspre exterior, care îi conferă vasului, privit de sus, o formă aproximativ pătrată. Decorat cu motivul ghirlandei, pictat cu roșu și triunghiuri albe, unele simple, altele cu laturile marcate de linii scurte, aplicate peste pictura roșie. | Muzeul Regiunii Porților de Fier, Drobeta Turnu-Severin | Cimec    |
|      | Vas bitronconic                                               | Datare: Sec XL-XXX a. Chr. Descoperit: jud. Mehedinți, com. Hinova, Ostrovu Corbului, Botul Cliuciului Material: lut cu amestec de nisip, modelat cu mâna, ars în cuptor, lustruit, canelat                             | Vas bitronconic cu două torți de culoare maro, buză ușor rotunjită și ușor evazată, gât înalt, ușor arcuit, prevăzut cu două torți conice, perforate orizontal; corp ușor bombat, fund plat, decorat cu caneluri oblice, dispuse în unghi, pe corp. | Muzeul Regiunii Porților de Fier, Drobeta Turnu-Severin | Cimec    |
|      | Capac                                                         | Datare: Sec XL-XXX a. Chr. Descoperit: jud. Mehedinți, com. Hinova, Ostrovu Corbului, Botul Cliuciului Material: lut cu amestec de pietricele și scoică, executat prin modelare cu mâna, perforare și ardere în cuptor  | Capac de formă tronconic, culoare maro închis, partea superioară plată, prevăzut pe o parte cu două perforații cu diametrul de 0,5 cm la o distanță de 2 cm una de cealaltă. | Muzeul Regiunii Porților de Fier, Drobeta Turnu-Severin | Cimec    |